# RAB32
RAB32 (англ. RAB32, member RAS oncogene family) – білок, який кодується однойменним геном, розташованим у людей на 6-й хромосомі. Довжина поліпептидного ланцюга білка становить 225 амінокислот, а молекулярна маса — 24 997.
| 10         |  | 20         |  | 30         |  | 40         |  | 50         |
| ---------- |  | ---------- |  | ---------- |  | ---------- |  | ---------- |
| MAGGGAGDPG |  | LGAAAAPAPE |  | TREHLFKVLV |  | IGELGVGKTS |  | IIKRYVHQLF |
| SQHYRATIGV |  | DFALKVLNWD |  | SRTLVRLQLW |  | DIAGQERFGN |  | MTRVYYKEAV |
| GAFVVFDISR |  | SSTFEAVLKW |  | KSDLDSKVHL |  | PNGSPIPAVL |  | LANKCDQNKD |
| SSQSPSQVDQ |  | FCKEHGFAGW |  | FETSAKDNIN |  | IEEAARFLVE |  | KILVNHQSFP |
| NEENDVDKIK |  | LDQETLRAEN |  | KSQCC      |  |            |  |            |

A: Аланін

C: Цистеїн

D: Аспарагінова кислота

E: Глутамінова кислота

F: Фенілаланін

G: Гліцин

H: Гістидин

I: Ізолейцин

K: Лізин

L: Лейцин

M: Метіонін

N: Аспарагін

P: Пролін

Q: Глутамін

R: Аргінін

S: Серин

T: Треонін

V: Валін

W: Триптофан

Кодований геном білок за функцією належить до фосфопротеїнів. 
Задіяний у такому біологічному процесі, як ацетилювання. 
Білок має сайт для зв'язування з нуклеотидами, ГТФ. 
Локалізований у мембрані, мітохондрії, цитоплазматичних везикулах, зовнішній мембрані мітохондрій.